# 阿奇内拉
阿奇内拉（Achhnera），是印度北方邦Agra县的一个城镇。总人口19974（2001年）。

## 人口
该地2001年总人口19974人，其中男性10639人，女性9335人；0—6岁人口3211人，其中男1708人，女1503人；识字率55.79%，其中男性为65.79%，女性为44.40%。